# Вилар Дора
Вилар Дора (итал. Villar Dora) је насеље у Италији у округу Торино, региону Пијемонт.
Према процени из 2011. у насељу је живело 2305 становника. Насеље се налази на надморској висини од 354 м.

## Становништво
| 1931. | 1936. | 1951. | 1961. | 1971. | 1981. | 1991. | 2001. | 2011. |
| ----- | ----- | ----- | ----- | ----- | ----- | ----- | ----- | ----- |
| 1.539 | 1.443 | 1.489 | 1.511 | 1.827 | 1.966 | 2.151 | 2.718 | 2.951 |